# دين سنكلير
دين سنكلير (بالإنجليزية: Dean Sinclair)‏ (17 ديسمبر 1984 بسانت ألبانز في المملكة المتحدة - ) هو لاعب كرة قدم بريطاني في مركز الوسط. شارك مع منتخب إنجلترا لكرة القدم C ‏. أما مع النوادي، فقد لعب مع إيستبورن بوروه وتشارلتون أثلتيك وغريمسبي تاون وكامبريدج يونايتد ونادي بارنت ونورويتش سيتي وهايز وييدينغ يونايتد ‏ ونادي وكينغ وهامبتون أند ريتشموند بورو وساتون يونايتد وArlesey Town F.C. ‏ ونادي تشيلتنهام تاون لكرة القدم ولوستوفت تاون ‏.

## وصلات خارجية
- دين سنكلير على موقع قاعدة بيانات كرة القدم.إي يو (الإنجليزية)
- دين سنكلير على موقع Soccerbase.com (لاعب) (الإنجليزية)